# Bertrand Turnbull
Bertrand Turnbull (Cardiff, 19 d'abril de 1887 – Cardiff, 17 de novembre de 1943) va ser un jugador d'hoquei sobre herba i de criquet gal·lès que va competir a principis del segle xx. Era cosí del també jugador d'hoquei sobre herba Philip Turnbull.
El 1908 va prendre part en els Jocs Olímpics de Londres, on va guanyar la medalla de bronze en la competició d'hoquei sobre herbal, com a membre de l'equip gal·lès.
El 1911 jugà un partit de criquet de la categoria first-class amb el Gloucestershire County Cricket Club contra el Cambridge University Cricket Club.